# Jan Pesman (schaatser)
Jan Sijbrand Pesman (Stedum, 4 mei 1931 – Delfzijl, 23 januari 2014) was een Nederlands langebaanschaatser en deelnemer aan de Olympische Winterspelen van 1960.

## Leven en werk
Pesman werd in 1931 in het Groningse dorp Stedum geboren als zoon van de landbouwer Reinder Dirk Pesman en Eva Toxopeus. Pesman maakte zijn toernooidebuut als langebaanschaatser in 1955, toen hij negende werd op het NK allround te Heerenveen. Op allround toernooien had hij weinig succes, omdat hij een pure stayer was. Toch was hij in 1959 dicht bij het erepodium; zowel bij het EK als het WK werd hij vijfde. Op dit kampioenschap won hij de vijfduizend meter en werd hij tweede op de tienduizend meter.
Pesmans bekendste prestatie kwam een jaar later. Tijdens de Olympische Winterspelen in Squaw Valley won hij brons op de vijfduizend meter in een tijd van 8.05,1. Alhoewel het de eerste Nederlandse schaatsmedaille in acht jaar was, was Pesman allerminst tevreden; zijn achterstand op winnaar Viktor Kositsjkin was veertien seconden. Zelf had hij graag de vijftienhonderd meter willen rijden als voorbereiding van de tien kilometer, maar trainer Klaas Schenk stond dit niet toe. Pesman moest zich volgens deze juist sparen voor de langste afstand. Dit werd een deceptie. Hij ging voortvarend van start, maar kreeg last van verzuring en eindigde op een twaalfde plaats. Na deze Olympische Spelen zette Pesman een punt achter zijn schaatscarrière.
Pesman trouwde op 16 april 1960 te Stedum met Ida Everdina Toxopeus. Uit dit huwelijk werden drie kinderen geboren. Hij overleed op 23 januari 2014 in het Delfzicht Ziekenhuis te Delfzijl.

## Persoonlijke records
| Afstand  | Tijd    | Datum            | Baan         |
| -------- | ------- | ---------------- | ------------ |
| 10.500 m | 16.42,5 | 15 februari 1960 | Squaw Valley |
| 01.500 m | 02.11,0 | 17 februari 1960 | Squaw Valley |
| 03.000 m | 04.48,0 | 04 januari 1959  | Hamar        |
| 05.000 m | 07.46,7 | 15 februari 1960 | Squaw Valley |
| 10.000 m | 16.41,0 | 18 februari 1960 | Squaw Valley |

## Olympische resultaten
| Afstand  | Tijd    | Datum            | Plaats       |
| -------- | ------- | ---------------- | ------------ |
| 10.500 m | 16.43,4 | 24 februari 1960 | Squaw Valley |
| 05.000 m | 08.05,1 | 25 februari 1960 | Squaw Valley |
| 10.000 m | 16.41,0 | 27 februari 1960 | Squaw Valley |